# The Fall
The Fall su engleski post-punk bend, formiran u Prestwich, Greater Manchester 1976. Grupa postoji u nekom obliku od tada, ali je u osnovi izgrađen oko svog osnivača i jedinog stalnog člana Mark E. Smith. Prvo povezane s punk pokretom kasnih 1970-ih, muzika benda je prošla kroz nekoliko stilskih promena tokom godina. Međutim, The Fall muzika je često bila karakterisana ponavljanjem, abrazivna gitara uz pomoć Smith vokala,kritičar Steve Huey opisao je kao "apstraktna poezija puna komplikovanih reči, presahnute duhovitost, rezanja socijalnih opažanja, i uopšteno mizantropija (ponekad i više nego jasno navedeno podrazumevana). "
Rad benda je uspešan, u aprilu 2008 oni su izdali 27 studijski album i trostruko više live albuma i drugih izdanja. Oni nikad nisu postigli uspeh veći od manji hit singlova u kasnim 1980-ih, ali su zadržala snažan kult sledbenika. Bend su dugo povezivali sa BBC-disk-džokej John Peel, koji ih navodi kao njegov omiljeni bend, objašnjava, "Oni su uvek različiti, oni su uvek isti."

## Istorija

#### 1970s
The Fall je osnovan u Prestwich, Greater Manchester 1976 Mark E. Smith, Martin Bramah, Una Baines i Tony Friel. Friel je došao na ideju da se bend zove "Fall", nakon što je 1956 izdat roman od Albert Camus. Originalna postavka: Smitha na gitari, Bramah vokal, Baines na bubnjevima, a Friel na bas gitari, ali Smith i Bramah uskoro menjaju uloge, a Baines se prebauje na klavijature. benda neidentifikuje prvog bubnjara, čije ime kao "Dave" i "Steve" po raznim izvorima, brzo ga zamenjuje Karl Burns. Od početka, bend proizvodi zvuk sasvi drugačiji od svega što je do tad izvođeno na severnoj sceni englekog Novog Talasa.
Originalni članovi The Fall su se često nalazili i čitali jedni drugima pesme koje su pisali I drogirali su se. Njihov muzički uticaj sastojao se od Can, Velvet Underground i roka. Članovi su se posvetilipiscima uz Smith citirajući HP Lovecraft, Raymond Chandler i Malcolm Lowry među svojim omiljenim piscima. The Fall je muzika namerno sirova i ponavljana. Za pesmu " Repetition ", izjavljuju "mi imamo ponavljanja u muzici nikada to nećemo izgubiti ", manifest za The Fall muzičku filozofiju.
Grupa je izvela svoj prvi koncert 23. maja 1977. Oni su snimili materijal za debi EP u noembru 1977. Finansirani su od strane Buzzcocks menadžer Richard Boon, koji planira objaviti EP na njegov New Hormones. Nakon što je otkrio da on nije mogao isfinansirati puštanje EP, Boon vraća snimke bendu. Dve pesme, "Stepping Out" i "Last Orders", bile su objavljeni na kompilaciji Short Circuit: Live At Electric Circusu u junu 1978 za Virgin Records, kompilaciski album snimljen u Manchester mesto Electric Circusu u oktobru 1977.
The Fall sastav doživio je nekoliko promena u periodu 1977-78. Smith-ova devojka Kay Carroll postaje menadžer grupe, a povremeno i prateći vokal. Članovi Tony Friel (koji je otišao da formira The Passage) i Une Baines napušta bend u decembru 1977 i martu 1978. Jonnie Brown i Eric McGann imao krataku ulogu kao The Fall bas gitarista, kasnije odlazi zbog gađenja zato što je vozač The Fall nosio havajsku košulju. Marc Riley (bas) i Yvonne Pawlett (klavijature) na kraju su regrutovani u grupu. Martin Bramah krivi za raspad originale postave Smith i njegov stil vođenja: "raspad nije bio toliko vezan za muziku, to je više bilo oko toga kako smo bili tretirani kao ljudi."
The Fall snimaju 13. Februara 1978, za show Granada TV šou So It Goes sa voditeljem Tony Wilson, izvode "Psycho mafije", "Industrial Estate" i "Dresden Dolls". Debi EP, "Bingo-Master's Break-Out!", koji je napokon objavljen u avgustu 1978 za Step Forward Records. Singl " It's the New Thing ", a zatim u novembru 1978. Do ovog momenta, uticajni radio DJ John Peel se počeo zauzimati za The Fall. Prvi od svojih 24 Peel Sessions, prikupljeni na Complete Peel Sessions 1978-2004 u 2005, izašao je u maju 1978.
Njihov debi album "Live at the Witch Trials", je snimljen u jednom danu, a objavljen je u januaru 1979. Karl Burns je napustio grupu ubrzo nakon što je snimio album, a zamenjuje ga Mike Leigh. U aprilu 1979, Burns je sledio Martin Bramah, pisac većine pesama na "Live at the Witch Trials " [15], a prema istoričaru benda Daryl Eslea, "verovatno posljednji istinski jednak Smith-u u grupi", koji je otišao da formira Blue Orchids sa Une Baines. Marc Riley prebacio se sa bas na gitaru i Craig Scanlon (gitara) i Steve Hanley (bas gitara), bivše kolege iz benda i Riley, pridružuju se grupi. Hanley melodični bas zvuk postao vitalan deo The Fall muzike za gotovo dvadeset godina. Smith, hvali njegovu svirku u Melody Maker: "najoriginalniju aspekt The Fall je Steve ... ja nikada nisam čuo bas svirača poput njega ... ne moram mu reći šta da svira, on sam zna. On je The Fall zvuk. " Yvonne Pawlett napustio je grupu u avgustu 1979 da bi brinula o svom psu. Kasnije se pojavila u bendu Shy Tots.
Dragnet,The Fall drugi album, je snimljena 2-4 avgusta 1979 Cargo Studios, Rochdale a objavljen je 26. oktobra 1979. Dragnet daje malo tvrđi osećaj, dok je na kasnijim albumima više obrađeni industrijski zvuk.

## Uticaji
Studijski albumi
| - Live at the Witch Trials (1979) - Dragnet (1979) - Grotesque (After the Gramme) (1980) - Slates (1981) - Hex Enduction Hour (1982) - Room to Live (Undilutable Slang Truth!) (1982) - Perverted by Language (1983) - The Wonderful and Frightening World of The Fall (1984) - This Nation's Saving Grace (1985) - Bend Sinister (1986) - The Frenz Experiment (1988) - I Am Kurious Oranj (1988) - Extricate (1990) - Shift-Work (1991) | - Code: Selfish (1992) - The Infotainment Scan (1993) - Middle Class Revolt (1994) - Cerebral Caustic (1995) - The Light User Syndrome (1996) - Levitate (1997) - The Marshall Suite (1999) - The Unutterable (2000) - Are You Are Missing Winner (2001) - The Real New Fall LP (Formerly Country on the Click) (2003) - Fall Heads Roll (2005) - Reformation Post TLC (2007) - Imperial Wax Solvent (2008) - Our Future - Your Clutter (2010) |

## Literatura
- Reynolds, Simon (2005). Rip It Up and Start Again: Postpunk 1978–1984. Faber and Faber. ISBN 978-0-571-21570-6.

## Bibliografija
- Smith, Mark E . (1985). The Fall Lyrics. Berlin: Lough Press.
- Edge, Brian (1989). Paintwork: A Portrait of The Fall. London: Omnibus Press. ISBN 978-0-7119-1740-8.
- Ford, Simon (2003). Hip Priest: The Story Of Mark E Smith And The Fall. London: Quartet Books. ISBN 978-0-7043-8167-4.
- Middles, Mick; Smith, Mark E. (2003). The Fall. London: Omnibus Press. ISBN 978-0-7119-9762-2.
- Thompson, Dave (2003). A User's Guide To The Fall. London: Helter Skelter Publishing. ISBN 978-1-900924-57-3.
- Smith, Mark E. (2008). Renegade: The Lives And Tales Of Mark E. Smith. New York: Viking Press. ISBN 978-0-670-91674-0.
- Simpson, Dave (2008). The Fallen - Searching for the missing members of The Fall. London: Canongate Books. ISBN 978-1-84767-049-6(Released in paperback as ''The Fallen: Life In and Out of Britain's Most Insane Group''. ISBN 978-1-84767-144-8 .)) Проверите вредност параметра |isbn=: invalid character (помоћ).

## Spoljašnje veze
- The Fall online (formerly The Official Fall Website)
- Reformation Post TPM- The Fall Live (a site dedicated to the live performances of The Fall, also contains an on-line fanzine)
- invisiblegirl.co.uk a page about working in The Fall (1995-2001)